# Ciambotta
La ciambotta è un piatto tipico della cucina italiana meridionale, essenzialmente uno stufato, che può venire consumato come contorno o come primo a seconda degli ingredienti che lo compongono e di come viene cucinato.

## Ingredienti
La ciambotta è a base di verdura, ma può presentare altri ingredienti come carne o pesce. Le verdure scelte sono solitamente: patate, melanzane, pomodori, peperoni, zucchine, peperoncino, cipolla, erbe aromatiche.

## Varianti
La varianti più note sono:
- La ciambotta lucana, a base di salsiccia, peperoni, cipolle, zucchine, uova, pomodoro, prodotti tipici delle montagne della Basilicata.
- La ciambotta pugliese, a base di pesce tipico della Puglia.
- La cianfotta salernitana, composta da melanzane, patate, peperoni e, a volte, pomodori in padella.
- La cianfotta napoletana, in genere preparata per il riutilizzo del manzo bollito di patate, pomodoro e cipolle. È di solito condita con peperoncino ed origano.
- La cianfotta ventotenese, cucinata con ortaggi di stagione che si coltivano tradizionalmente nelle campagne di Ventotene, come asparagi, fave, carciofi e piselli.
- La ciambotta della zona di Benevento, composta da patate, fagiolini, zucchine e foglie di bietola.
- La ciambotta abruzzese è composta da ortaggi di stagione melanzane, zucchine, pomodori, patate, cipolle con le varianti da paese a paese.
- La ciambottella irpina a base di peperoni, pomodoro e basilico, anche piccante, con possibili varianti con altre verdure, accompagnata da patate bollite. Si mangia da sola o con coniglio o baccalà

Nelle Marche questo piatto è comune, ma è conosciuto con altri nomi: fricchiò nell'anconetano, frecandò nel maceratese, frecantò, fricò, fregandò in altre zone.